# Daylaqlı
Daylaqlı è un comune dell'Azerbaigian situato nel distretto di Şahbuz.